# 3566 Levitan
3566 Levitan è un asteroide della fascia principale. Scoperto nel 1979, presenta un'orbita caratterizzata da un semiasse maggiore pari a 2,3600549 UA e da un'eccentricità di 0,1275288, inclinata di 2,27333° rispetto all'eclittica.